# Revo Uninstaller
Revo Uninstaller est un logiciel gratuit de désinstallation et d'optimisation, développé pour le système d'exploitation Windows par l'éditeur de logiciels VS Revo Group Ltd.
Il est à noter qu'une version Pro du logiciel existe également, proposant d'autres fonctionnalités, comme un outil de désinstallation forcée, un moniteur d'installation en temps réel ou un mode « Chasseur », permettant la gestion et l'identification complète d'un programme en un clic.
Compatible avec les versions de Windows à partir de XP et disponible en plusieurs dizaines de langues dont le français, il combine de nombreux outils dont le principal est un désinstalleur avancé considéré comme un des meilleurs outils du marché.

## Fonctionnalité principale
La fonctionnalité principale de Revo Uninstaller consiste à désinstaller complètement des logiciels, en nettoyant les éléments que le module de désinstallation par défaut a laissés derrière lui,,,,,.
En effet, le module de désinstallation fourni de façon standard avec un logiciel par son éditeur, appelé « désinstalleur intégré », laisse souvent beaucoup de traces derrière lui (« leftovers »). sous la forme de clés de Registre, de fichiers, de dossiers, de raccourcis et de bibliothèques de liens dynamiques, dans la plupart des cas par négligence ou dans le but de conserver des paramètres en vue d'une réinstallation ultérieure. Dans certains cas, comme avec le logiciel Skype par exemple, cela peut représenter plusieurs centaines de clés de Registre et de fichiers, voire plusieurs milliers comme dans le cas de Samsung Kies (2 708 clés de Registre).
Le module « Désinstalleur » de Revo Uninstaller affiche la liste des logiciels installés sur l'ordinateur, que l'on peut trier selon le nom des logiciels, leur taille, leur date d'installation…
Lorsque l'on choisit de désinstaller un logiciel, Revo Uninstaller procède en quatre étapes :
1. Il crée un point de restauration ;
2. Il exécute le module de désinstallation fourni de façon standard par l'éditeur du logiciel (« désinstalleur intégré »)[3],[9] ;
3. Il scanne le Registre Windows pour détecter et nettoyer les clés de registre que le désinstalleur intégré a laissées derrière lui ;
4. Il scanne le disque dur de l'ordinateur pour détecter et nettoyer les fichiers ou les dossiers que le désinstalleur intégré n'a pas supprimés[9].

À noter que l'étape 1 est activée par défaut, mais peut être désactivée dans les paramètres du logiciel.
L'utilisateur a le choix entre trois modes de désinstallation correspondant à des niveaux de nettoyage de plus en plus poussés et est invité à confirmer les clés de Registre et les fichiers ou dossiers à nettoyer.

## Autres fonctionnalités
À côté de sa fonctionnalité principale, Revo Uninstaller propose de nombreux autres outils :
- outil « Gestionnaire de démarrage » :
  - gestion de la liste de démarrage (« startup list », c'est-à-dire une liste des programmes qui démarrent avec Windows)
- outil « Nettoyeur de fichiers périmés » :
  - nettoyage des fichiers inutiles créés par des applications tierces (rapports d'erreurs, journaux d'installation...)
- catégorie « Outils Windows » :
  - accès à une multitude d'outils intégrés au système d'exploitation ou édités par Microsoft pour gérer et paramétrer Windows, diagnostiquer ou réparer des erreurs, afficher des informations relatives au système ou au réseau...

- outil « Nettoyeur de navigateurs » :
  - nettoyage des paramètres des navigateurs Internet Explorer, Firefox Browser, Google Chrome et Opera :
    - historique des pages Web visitées, des téléchargements, des formulaires, des sessions
    - nettoyage des fichiers temporaires
    - nettoyage des cookies (témoins de connexion)
- outil « Nettoyeur de MS Office » :
  - nettoyage de l'historique des logiciels de la suite bureautique Microsoft Office (Word, Excel, Access, PowerPoint, FrontPage)
- outil « Nettoyeur de Windows » :
  - nettoyage de traces Windows :
    - dans le Registre Windows : 
      - historique des documents récents
      - historique du menu Démarrer
      - historique des fichiers recherchés
      - historique des fichiers récents de MS Paint
      - historique des clés de Registre récemment ouvertes, etc.

    - sur le disque dur : 
      - fichiers temporaires Windows
      - contenu de la Corbeille
      - presse-papiers
      - fichiers de plantage mémoire
      - fragments de fichiers récupérés par l'utilitaire Check Disk (appelé CHKDSK dans l'invite de commandes Windows)